# راه‌آهن تالین-کیلا
راه‌آهن تالین-کیلا یک خط راه‌آهن در کشور استونی است که از شهر تالین شروع و در شهر کیلا به پایان میرسد.
این خط که در سال ۱۸۷۰ تاسیس شده دارای ۱۵ ایستگاه و ۲۶.۸ کیلومتر طول است.

## نگارخانه

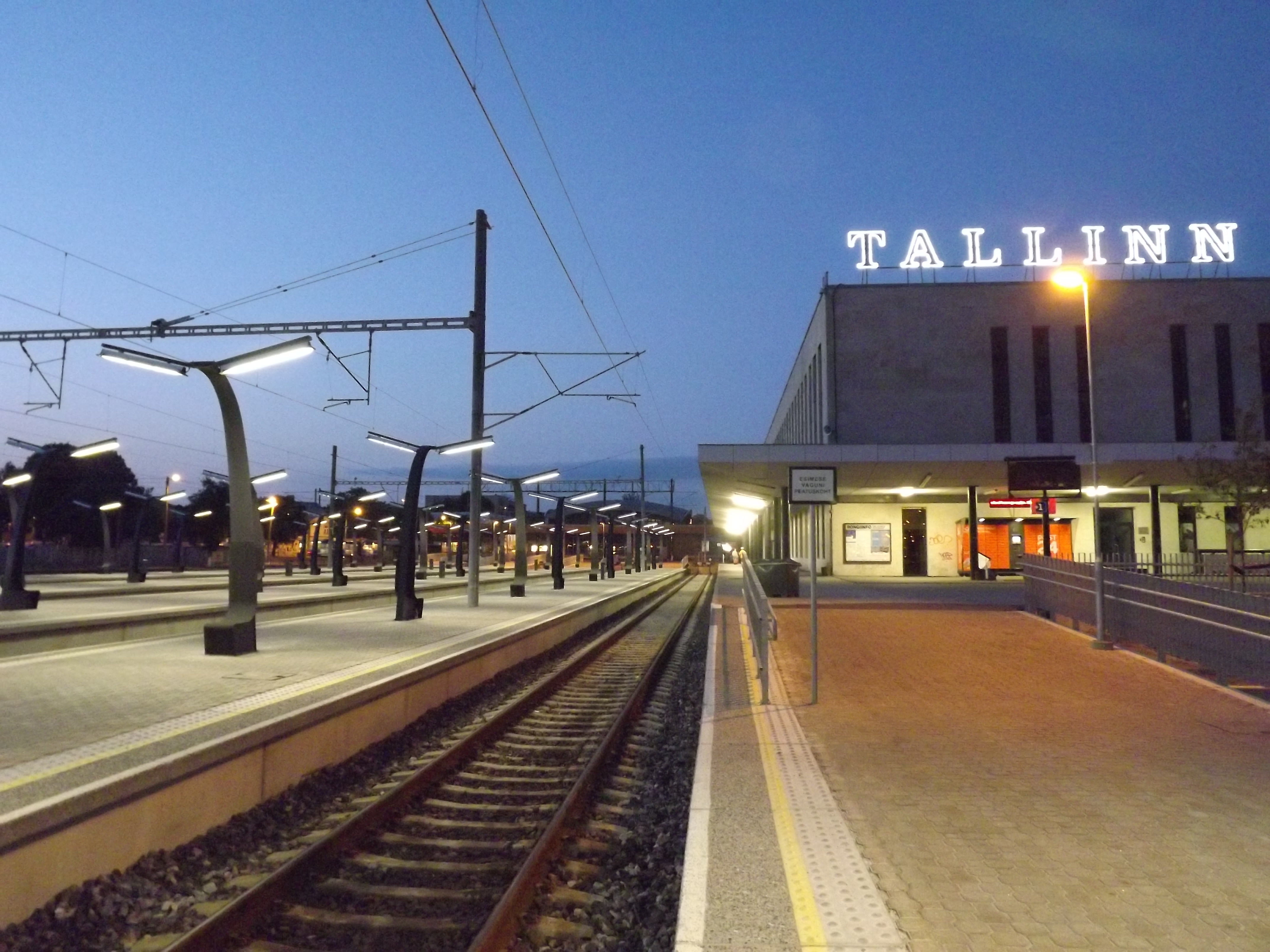
ایستگاه راه‌آهن بالتی یام
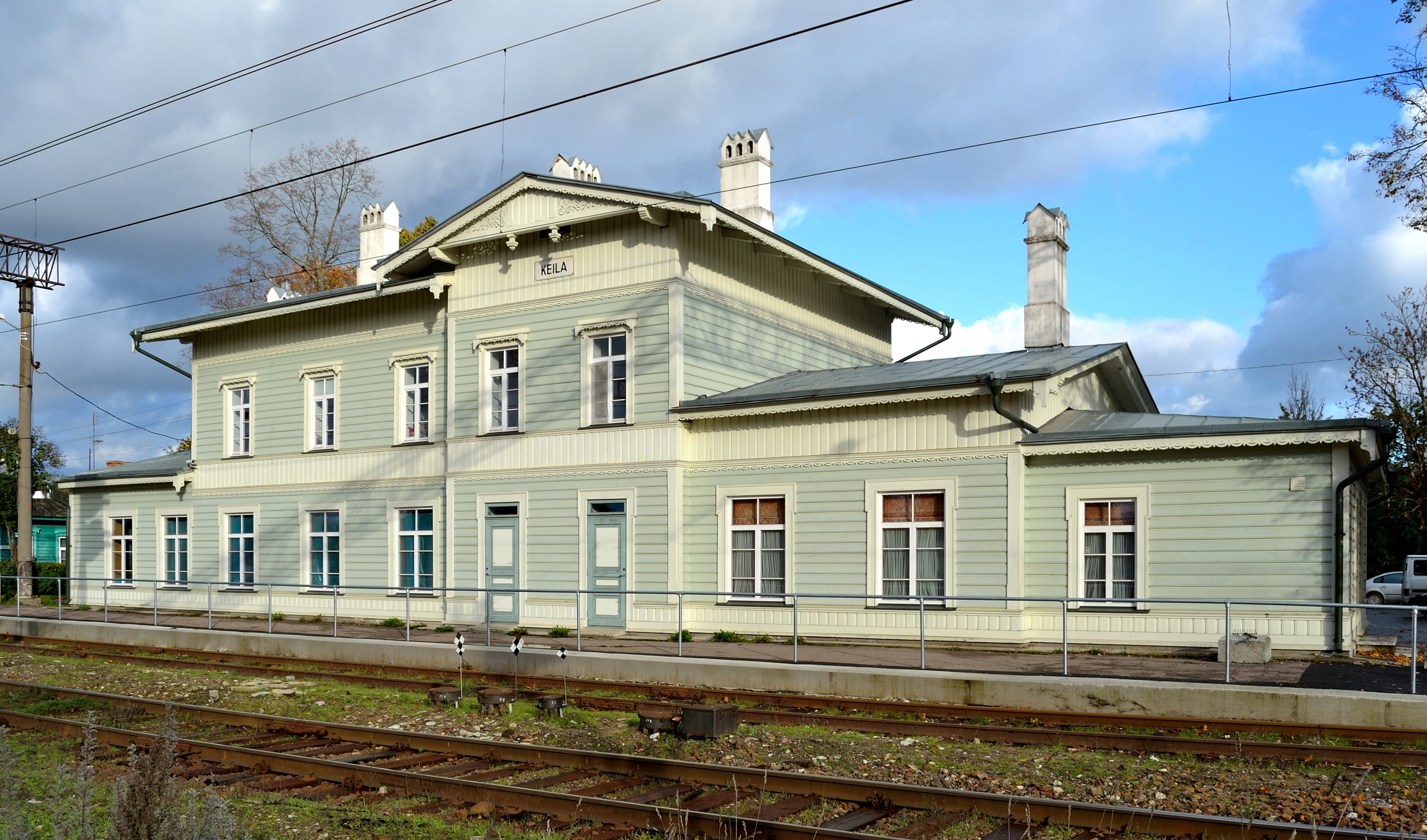
ایستگاه راه‌آهن کیلا
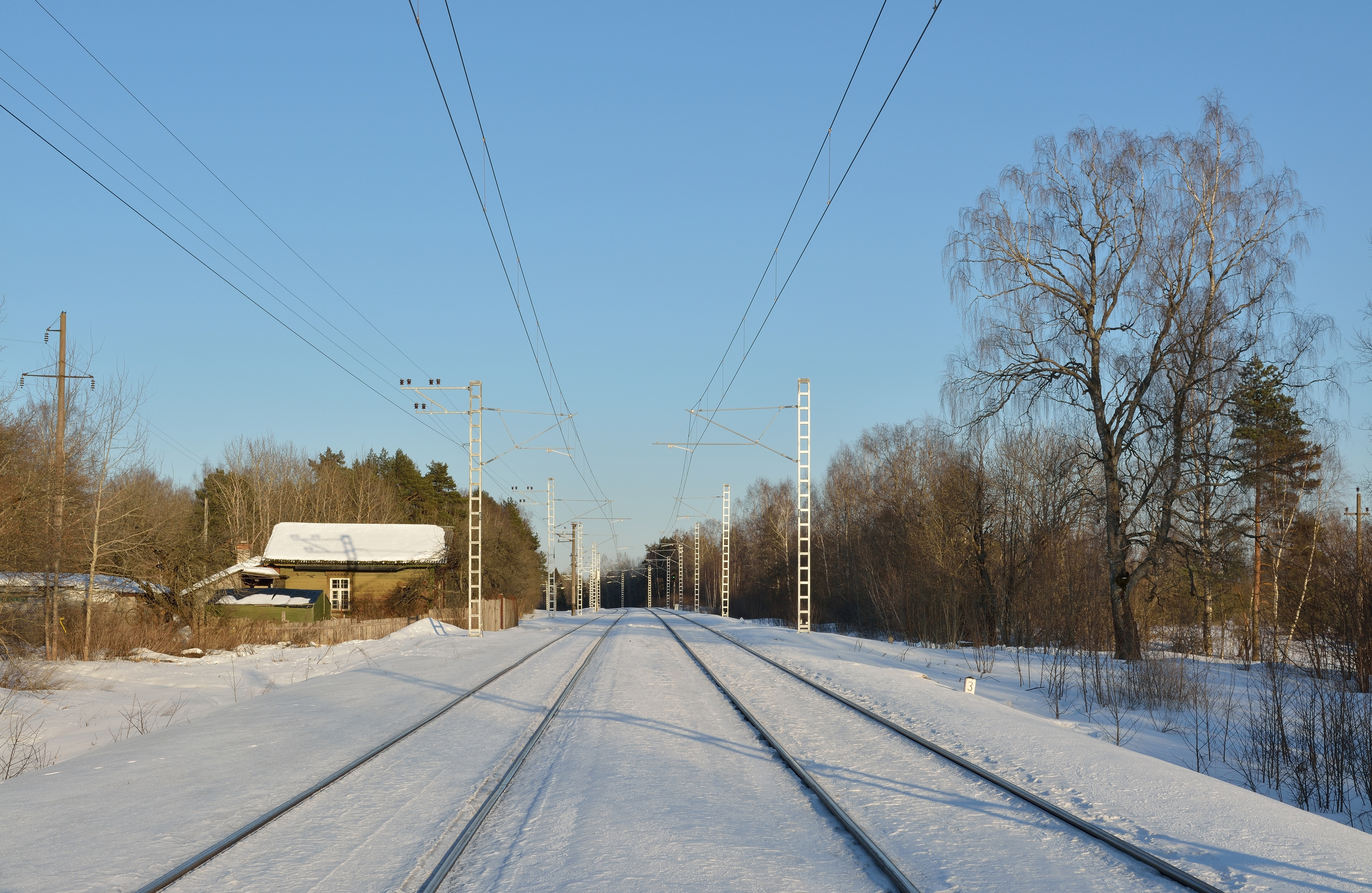
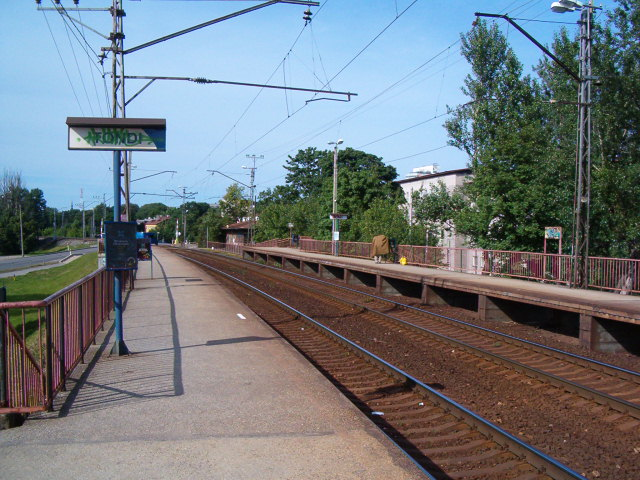